# Kaštel ve Snině
Kaštel ve Snině je klasicistní stavba (kaštel), nacházející se ve slovenské Snině.

## Historie
Kaštel vznikl přestavbou původní dřevěné budovy v roce 1781 pro hraběnku Terezii van Dernáthovů.
Po smrti paní její synové prodali v roce 1799 město Sninu i s kaštelem Josefu Rhollovi, hornickému a hutnickému podnikateli. Rholl nechal odlít i tři Herkulovy sochy, z nichž jedna se dodnes nachází na nádvoří zámku.
Po Štěpánovi Rhollovi, který neměl mužského potomka, se v roce 1857 stala dědičkou zámečku jeho dcera Klára, provdaná za hraběte Teodora Čákiho. V roce 1865 zámeček koupil hrabě Coburg z Belgie a po něm hrabě Štefan Ocskay.

## Fotogalerie

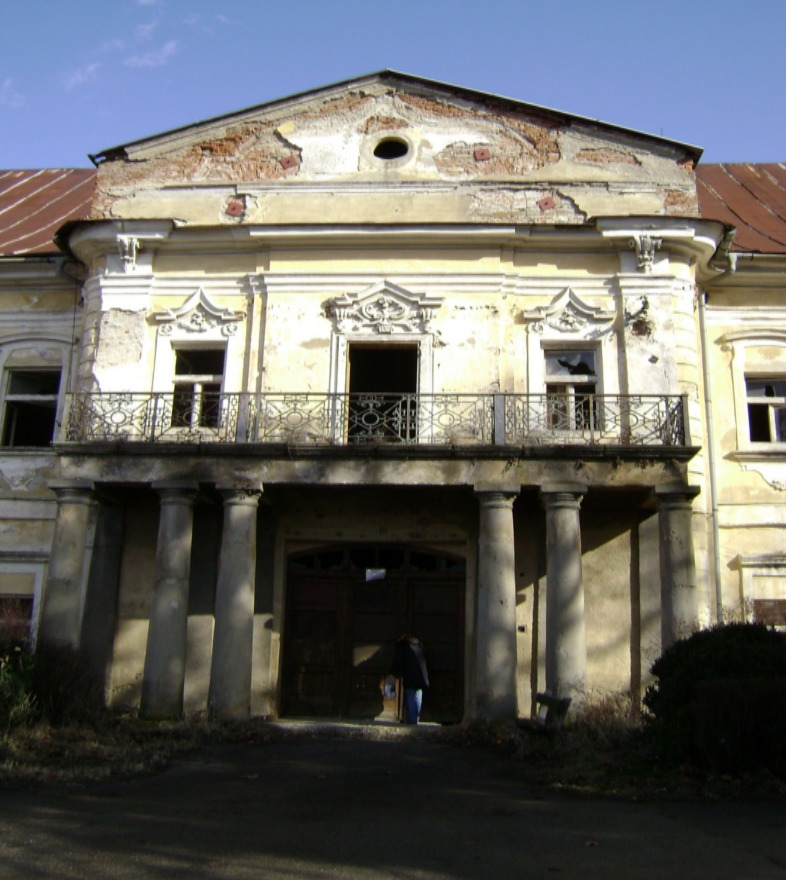
Kaštel před opravou
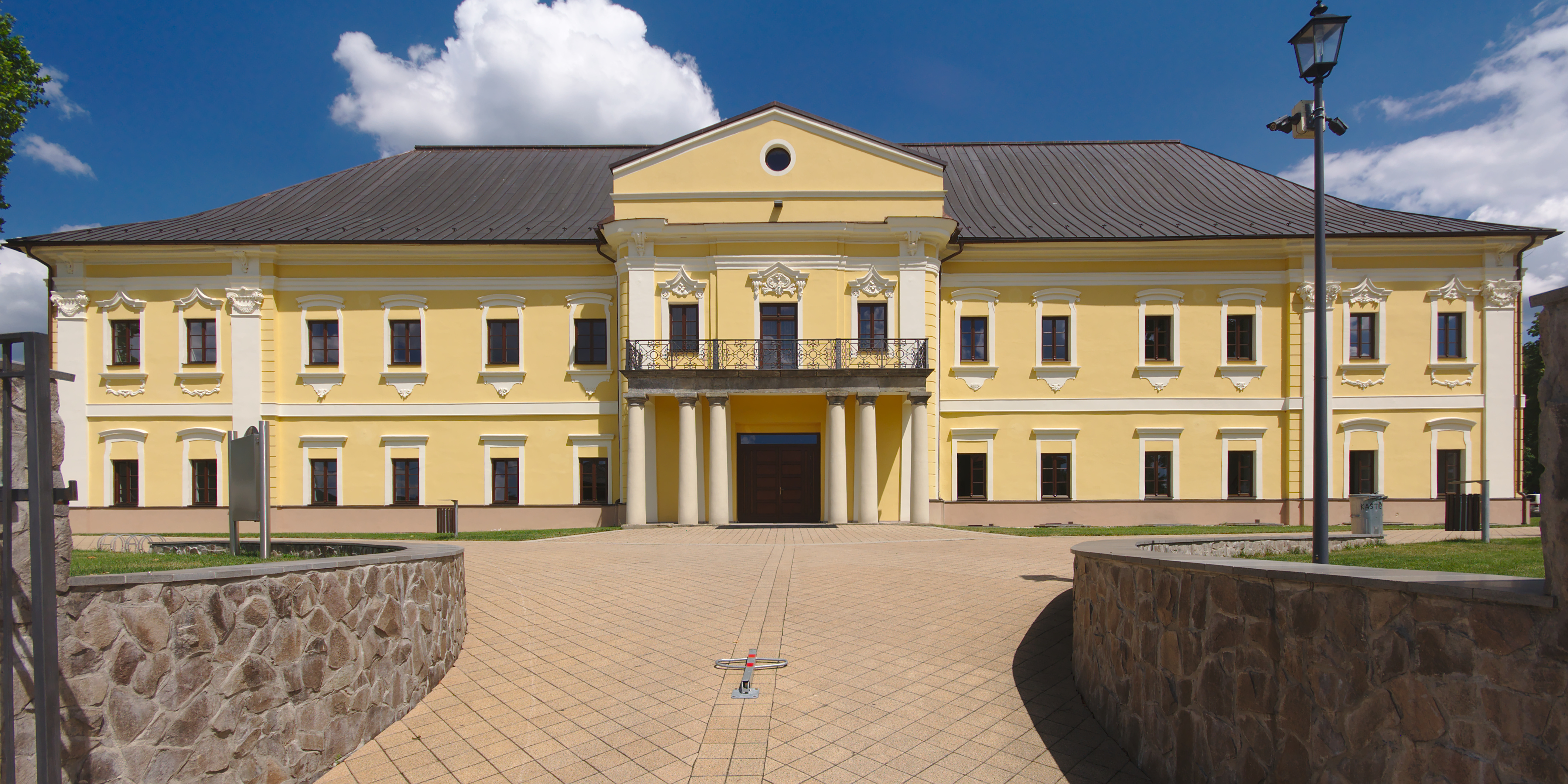
Kaštel po opravě